# الفانتگا
الفانتگا (به اسپانیایی: Alfántega) یک شهرستان در اسپانیا است که در استان هوئسکا واقع شده‌است.